# Amade I
Amade I (em turco otomano: احمد اول‎; romaniz.: Aḥmed-i evvel; em turco: I. Ahmed; Manisa, 18 de abril de 1590 — Istambul, 22 de novembro de 1617) foi sultão do Império Otomano de 1603 até 1617.
Morreu de tifo.